# 白花四川鹅绒藤
白花四川鹅绒藤（学名：Cynanchum szechuanense var. albescens）为夹竹桃科鹅绒藤属四川鹅绒藤的变种。分布在中国大陆的四川等地，生长于海拔2,800米的地区，多生于山地疏林中，目前尚未由人工引种栽培。